# Georges-Henri-Jean-Baptiste Misserey
Georges-Henri-Jean-Baptiste Misserey, francoski general, * 1879, † 1968.